# گربه گمشده کرونا
گربه گمشده کرونا (به انگلیسی: Lost Cat Corona) فیلمی محصول سال ۲۰۱۶ و به کارگردانی آنتونی تارسیتانا است. در این فیلم بازیگرانی همچون شان یانگ، رالف ماکیو، جینا گرشان، جف کوبر، پل سوروینو، دیوید زایاس، تام ووپت و آنتونی روئیویوار ایفای نقش کرده‌اند.